# Opius turcicus
Opius turcicus är en stekelart som beskrevs av Fischer 1960. Opius turcicus ingår i släktet Opius och familjen bracksteklar. Inga underarter finns listade i Catalogue of Life.